# Сундіата Кейта
Сундіата Кейта (мандінка: Sunjata Keita, [sʊndʒæta keɪta]; 20 серпня 1190–1255) — засновник імперії Малі в 1235—1255 роках. Уславився також як великий мисливець і досконалий чаклун. Відомий також як Марі Діата I.

## Життєпис
Походив з плем'яної знаті народу мандінка. Син Наре Маґанн Конате (Магхан Конфара), фаами (володаря) Манден та вождя мандінка, та Соголон Конде (Соголон Колонкан, Соголон Кеджу). Народився близько 1190 року, ймовірно в столиці Додугу. Був калікою з дитинства, не міг ходити. За легендою завдяки сили волі зміг побороти недугу, невдовзі ставши лідером серед однолітків. 
У 1218 році втратив батька. Владу захопив його старший зведений брат Дункаран Туман. Разом з матір'ю Сундіата вимушений був тікати з батьківщини. Разом з матір'ю після тривалих мандрівок знайшов прихисток у фаами держави Мема (внутрішня долина Нігеру).
Після підкорення мандінка державою Каніага Сундіата Кейта отримавши допомогу від Меми, рушив на звільнення свого племені. Спочатку Сундіата переміг Соссо Баллу, сина володаря Сумаоро Канте. В подальшому Факолі Корома, військовик останнього, завдав поразки Сундіаті. Але зрештою той відновив сили та утворив коаліцію держав, ворожих Соссо. Згодом на бік Сундіати перейшов Факолі Корома. У вирішальній битві біля Кірині, що сталася близько 1235 року, війська Сундіати завдали нищівної поразки Сумаоро Канте, який загинув.
В результаті під владою Сундіата опинилися власні володіння мандінки та Малі, а також держава Соссо й всі підвладні їй території з колишньої імперії Гана. Він прийняв титул манса (на кшталт імператора). Свою столицю розташував в Ніані (прикордоння сучасних Малі і Гвінеї).

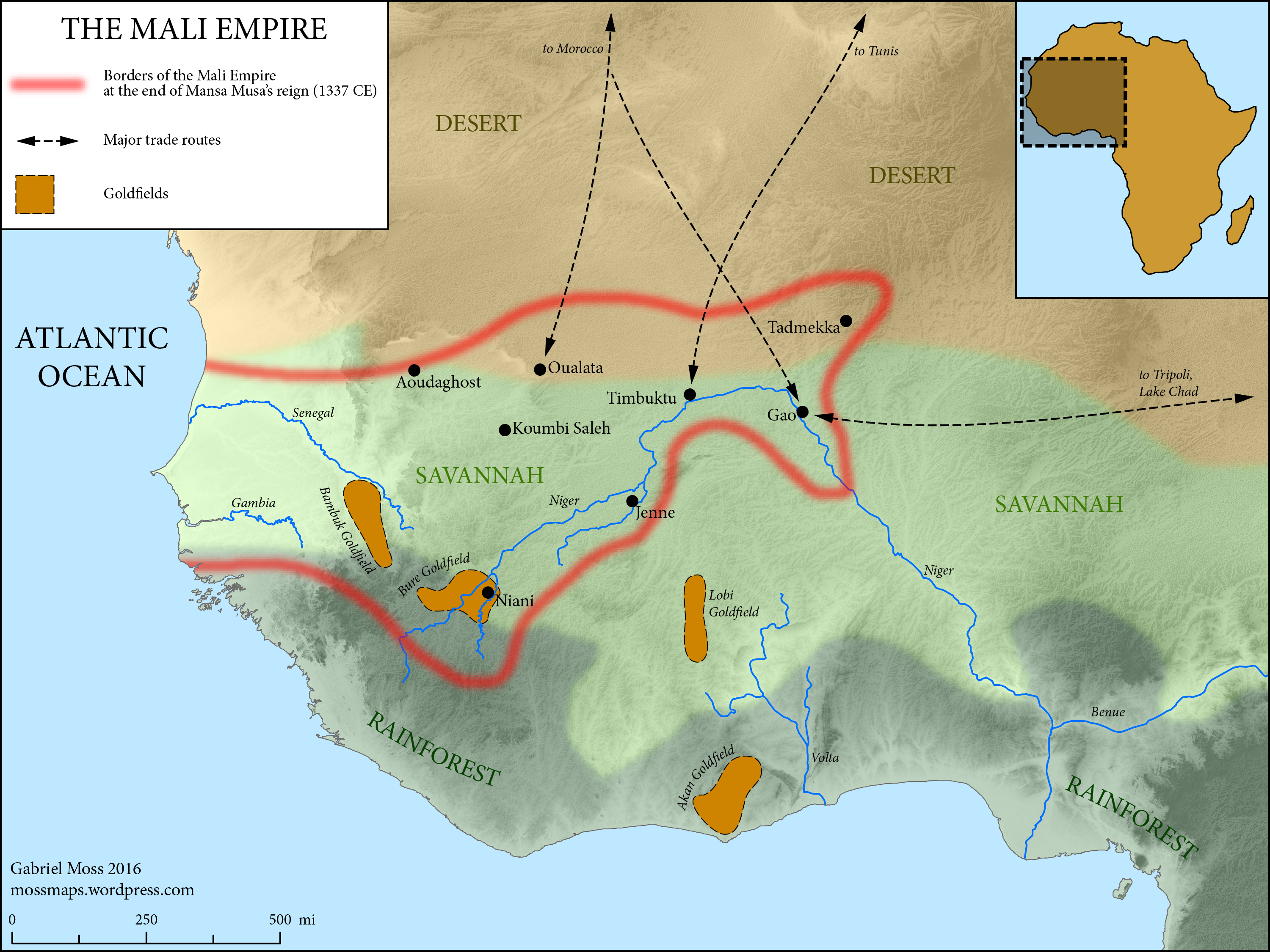
Територія Імперії Малі в 1337 р. Жовтим кольором позначено золотоносні регіони

Для зміцнення держави провів політичні та адміністративні реформи: на чолі стояв манса, вожді та правителі підлеглих та залежних земель перебували в його столиці, землі безпосередньо приєднані до Малі поділив на провінції (тінкуру) на чолі із діамані-тигуї. Було засновано Гбару (Велику Раду), де вирішувалися основні питання. Ця рада обмежувала всевладність манси. Дозволив залежним та підлеглим вождям зберігати свої звичаї, ритуали та традиції, лише вимагав данину та надання військ. Ці рішення були оформлені угодою вождів головних племен макндінка, прийнятого 1236 року на зборах в Курукан Футані. Саме суспільство було поділено на стани: тон-тігів (16 шляхетних родів, вояків), манса-да (правителів, князів, яких було 4 роди), морі-канда (марабути), ньямакала (ремісників, що складалися з ковалів-нуму, гріотів, кушнірів-гаранке, та фінів-красномовців). Ще одну групу складали ради (іон).
Слідом за цим рушив проти своїх колишніх союзників. Зрештою підкорив усі держави, які утворилися після розпаду Ганської імперії. За цим почав походи уздовж рік Сенегал та Гамбія Спочатку підкорив Серера, вождя волофа, потім сусідні племена уздовє узбережжя Атлантичного океану. 
До 1240 року була підкорена держава народу байнук (територія сучасної Гвінеї-Бісау), правителя якого Кікікора було вбито, підлегла територія перейменована на Каабу. Разом з тим захоплено міста-держави Кіта і Діафуну. Одним з найцінніших завоювань стали золотоносні райони в горах Бамбука, які стали запорукою швидкого розвитку імперії. На півдні були скорені сонінке-вангара. На півночі захоплено міста-держави Уалата та Аудагост. Колишні союзники — Вагаду і Мема — отримали статус союзників, але підкорялися мансі.
Помер у 1255 році, за найбільш поширеною версією потонув в річці Санкарані. Йому послідовно спадкували його сини Манса Валі Кейта, Манса Уаті Кейта і Манса Халіфа Кейта.

## Пам'ять
- Його діяльність уславлена в «Епосі про Сундіату»
- Вважається родоначальником 4 головних родів мандінка — кейта, конате, кулібалі та данво.